# Ismail ibn el-Ahmar
Ismail ibn Yousef Ibn el-Ahmar (né à Grenade en 1325 et mort à Fès en 1405) était un historien d'origine andalouse du XIVe siècle. Il était l'un des historiens officiels des Mérinides.
Ismail Ibn el-Ahmar a grandi à Grenade, fils d'un prince nasride. Il a fui al-Andalus avec son père alors qu'il était enfant et s'est réfugié au Maroc où il a été accueilli par la dynastie rivale des Mérinides. Ibn el-Ahmar, grâce à sa culture, a pu s'associer au pouvoir lorsque le sultan mérinide Abou Inan l'a rapproché et l'a fait entrer parmi les érudits, les écrivains et les poètes du palais.
En plus de ses travaux sur l’histoire, il a composé de nombreuses œuvres de poésie, principalement des louanges des Mérinides et des lamentations avec son cousin royal à Grenade. Il est mort à Fès.

## Œuvres
- Rawdat al-nisrin fi dawlat Bani Marin (écrit en 1404) (en défense de la politique mérinide, attaquant les Zianides du royaume de Tlemcen)
- Nafha al-nisriniyya
- Nathir faraid al-djuman fi nazm fuhul al-azam, ed. Muhammad Ridwan al-Daya, Beyrouth, 1967
- Arais al-amura' wa nafa'is al-wuzara'
- Sharh al-burda